# Irena Česneková
Irena Česneková, née Novotná le  
2 mai 1972 à Třebíč, est une biathlète tchèque. 

## Carrière
Après des débuts dans l'équipe tchécoslovaque en 1992, elle prend part à la Coupe du monde.
Elle a participé à quatre éditions des Jeux olympiques entre 1994 et 2006, année de sa retraite sportive. Elle obtient comme meilleur résultat en relais une sixième place en 1998 et individuellement une 22e place en sprint en 2002. Cette année, elle gagne la médaille de bronze de l'individuel aux Championnats d'Europe.
Dans les Championnats du monde, elle compte deux quatrièmes places, à la course par équipes en 1995 et en relais mixte en 2005.
Elle obtient son seul podium et victoire dans la Coupe du monde en 1997 dans un relais disputé à Kontiolahti.

## Palmarès

### Jeux olympiques
| Épreuve / Édition                   | Individuel | Sprint | Poursuite                        | Départ en masse                  | Relais |
| Jeux olympiques 1994 Lillehammer    | 50e        | -      | Épreuve inexistante à cette date | Épreuve inexistante à cette date | —      |
| Jeux olympiques 1998 Nagano         | 30e        | 40e    | Épreuve inexistante à cette date | Épreuve inexistante à cette date | 6e     |
| Jeux olympiques 2002 Salt Lake City | 28e        | 22e    | 31e                              | Épreuve inexistante à cette date | 8e     |
| Jeux olympiques 2006 Turin          | 67e        | -      | -                                | -                                | -      |

Légende :
- : épreuve inexistante lors de cette édition.

### Championnats du monde
| Épreuve / Édition                        | individuel                       | Sprint                           | Poursuite                        | Départ en masse                  | Relais                           | Relais mixte                     | Course par équipes               |
| Mondiaux 1995 Antholz Anterselva         | 42e                              | 25e                              | Épreuve inexistante à cette date | Épreuve inexistante à cette date | 12e                              | Épreuve inexistante à cette date | 4e                               |
| Mondiaux 1996 Ruhpolding                 | 39e                              | 21e                              | Épreuve inexistante à cette date | Épreuve inexistante à cette date | 7e                               | Épreuve inexistante à cette date | 7e                               |
| Mondiaux 1997 Osrblie                    | 33e                              | 65e                              | -                                | Épreuve inexistante à cette date | 12e                              | Épreuve inexistante à cette date | 9e                               |
| Mondiaux 1998 Pokljuka Hochfilzen        | Épreuve inexistante à cette date | Épreuve inexistante à cette date | -                                | Épreuve inexistante à cette date | Épreuve inexistante à cette date | Épreuve inexistante à cette date | 9e                               |
| Mondiaux 1999 Kontiolahti Oslo           | 15e                              | 33e                              | 30e                              | -                                | 11e                              | Épreuve inexistante à cette date | Épreuve inexistante à cette date |
| Mondiaux 2000 Oslo Lahti                 | 38e                              | 59e                              | 42e                              | -                                | 10e                              | Épreuve inexistante à cette date | Épreuve inexistante à cette date |
| Mondiaux 2001 Pokljuka                   | 47e                              | 37e                              | 42e                              | -                                | 14e                              | Épreuve inexistante à cette date | Épreuve inexistante à cette date |
| Mondiaux 2003 Khanty-Mansiysk            | 37e                              | 26e                              | 37e                              | -                                | -                                | Épreuve inexistante à cette date | Épreuve inexistante à cette date |
| Mondiaux 2004 Oberhof                    | 31e                              | 39e                              | 41e                              | -                                | 9e                               | Épreuve inexistante à cette date | Épreuve inexistante à cette date |
| Mondiaux 2005 Hochfilzen Khanty-Mansiysk | 22e                              | 54e                              | 48e                              | -                                | 10e                              | 4e                               | Épreuve inexistante à cette date |

Légende :

 : épreuve inexistante à cette date

— : pas de participation à cette épreuve

### Coupe du monde
- Meilleur classement général : 17e en 1993.
- Meilleur résultat individuel : 4e (à trois reprises).
- 1 victoire en relais.

#### Classements annuels
| Année | Classement général final |
| 1993  | 17e                      |
| 1994  | 41e                      |
| 1996  | 36e                      |
| 1998  | 45e                      |
| 1999  | 35e                      |
| 2001  | 49e                      |
| 2002  | 48e                      |
| 2003  | 59e                      |
| 2004  | 33e                      |
| 2005  | 37e                      |
| 2006  | 82e                      |

### Championnats d'Europe
- Médaille d'argent du relais en 2000 et 2003..
- Médaille de bronze de l'individuel en 2002.
- Médaille de bronze du relais en 2005.

### Championnats du monde de biathlon d'été
- Médaille de bronze du relais en 2002 (cross).